# Altar de los Sacrificios
El Altar de los Sacrificios es un yacimiento arqueológico maya en Guatemala. Está en El Petén a 45 km de Flores. Está cerca de la confluencia de los ríos Salinas y La Pasión, llegándose al sitio a través de este último. Es monumento cultural desde el año 1970. Junto con Seibal y Dos Pilas, el Altar de Sacrificios es uno de los yacimientos más conocidos e intensamente excavados de la región, aunque el sitio en sí no parece haber tenido una gran fuerza política en el período clásico tardío.

## Ubicación
El Altar de Sacrificios se encuentra en el lado guatemalteco de la frontera internacional con México, que sigue los ríos Salinas y Usumacinta. Está a 80 km corriente arriba de la importante ciudad maya del período clásico de Yaxchilán y a 60 km al oeste de Seibal. El sitio se encuentra sobre una pequeña isla ubicada entre varios pantanos estacionales a lo largo de la orilla sur del río La Pasión cerca del lugar donde se une con el río Salinas (también conocido como el río Chixoy). 
La isla mide aproximadamente 700 metros de este a oeste, con la arquitectura ceremonial ubicada en el extremo oriental más alto y los grupos residenciales en el extremo occidental inferior.

## Historia
Se trata de un antiguo centro ceremonial maya, habitado en el período preclásico desde el año 1000 a. C. hasta el 900 d. C. No obstante, su apogeo se alcanzó entre los años 661 hasta el 771 d. C.

## Descripción del lugar
Se trata de un lugar de pequeño tamaño. El yacimiento está formado por alrededor de 30 grandes montículos ubicados en torno a tres plazas en el núcleo del sitio, con una superficie de aproximadamente 400 por 400 metros. Hay una gran plaza principal rodeada por pirámides o estructuras residenciales y estelas con jeroglíficos. Se utilizó en su construcción arena de piedra roja, y, en los suelos, cal condensada con ceniza. En las tumbas se ha encontrado piezas de cerámica y ofrendas de jade.